# Peklo (Jestřebí)

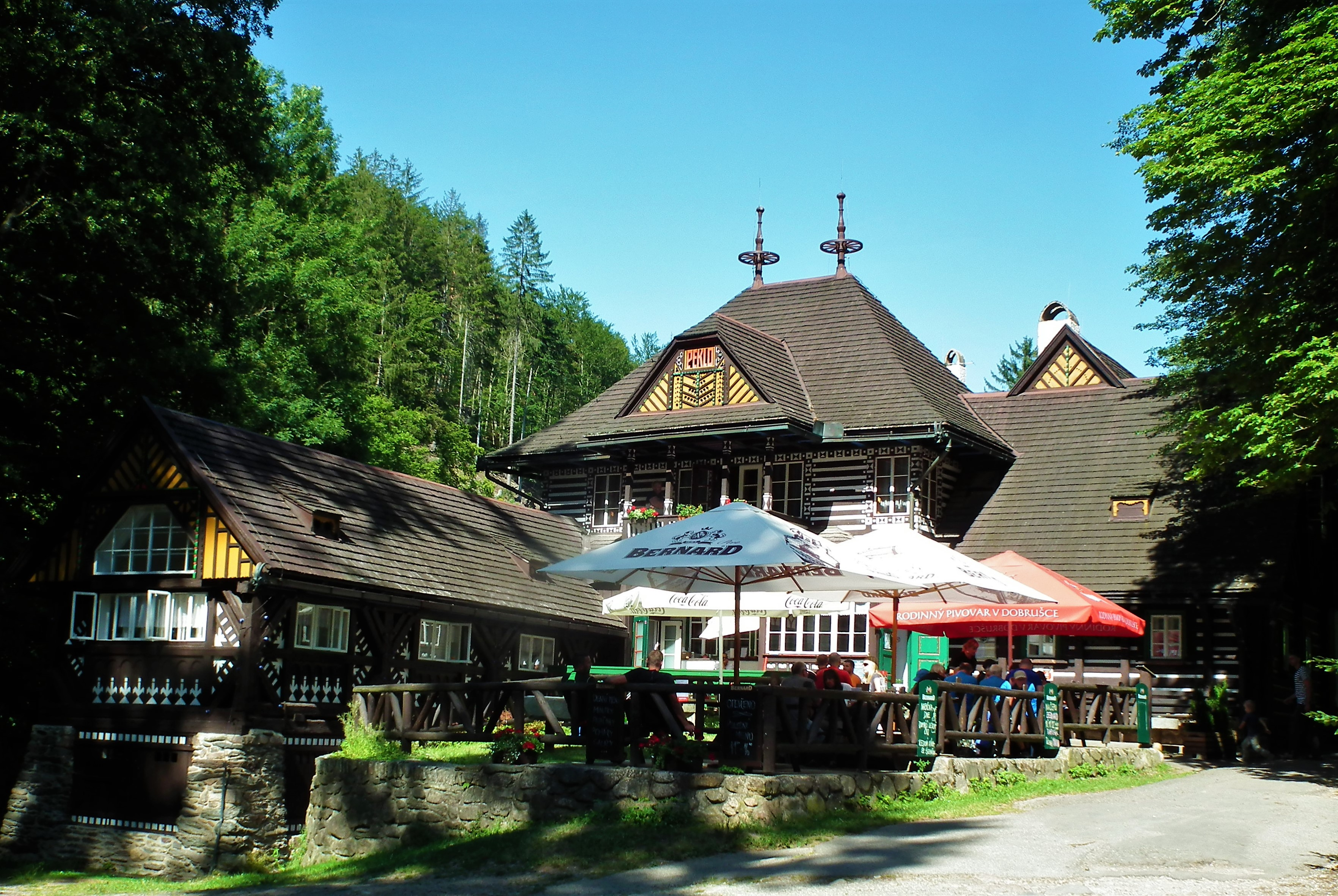
Bartoňova útulna

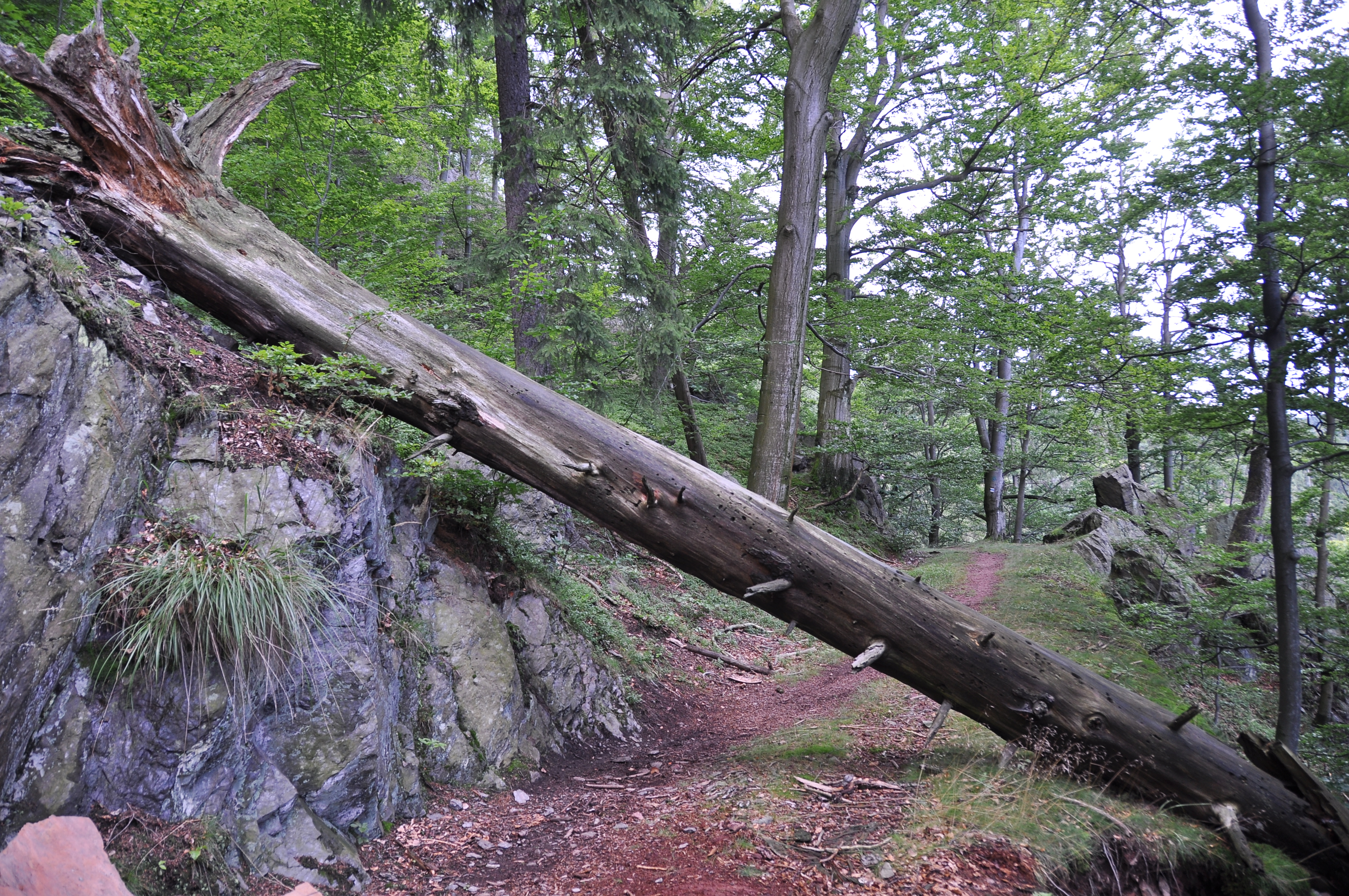
Fragment rezerwatu przyrody Peklo u Nového Města nad Metují

Peklo – osada w Czechach (część wsi Jestřebí), w kraju hradeckim, w powiecie Nachod (gmina Jestřebí), położona w głęboko wciętej dolinie rzeki Metuje, pomiędzy Nowym Miastem nad Metują a Nachodem (Góry Orlickie).

## Historia
Z uwagi na swoje położenie wśród gór oraz w bliskości atrakcyjnego dla turystów Nowego Miasta nad Metują, Peklo jest popularnym i łatwo dostępnym (samochodem, rowerem, szlakami pieszymi) celem turystycznym. Bliskość miasta spowodowała, że osada była licznie odwiedzana już w XIX wieku (większość obszaru nadal należy do właścicieli zamku w Nowym Mieście nad Metują). Bywali tu lub odwiedzili to miejsce m.in. Jiří Stanislav Guth-Jarkovský, Jan Masaryk, Edvard Beneš, Václav Havel, Livia Klausová, a Alois Jirásek uwiecznił to miejsce w swoim opowiadaniu V Pekle (pamiątką tego jest kamień z napisem Ženichův hrob stojący na prawym brzegu potoku Olešenka, dwieście metrów od restauracji). Kręcono tu m.in. sceny do filmu Musimy sobie pomagać (reżyseria: Jan Hřebejk, 2000) i Smrt talentovaného ševce (reżyseria: Jan Schmidt, 1982).
Położenie nad rwącymi rzekami spowodowało, że w osadzie powstały dwa młyny. Jeden z nich służył już w XIX wieku turystom jako punkt gastronomiczny (podróżnikom oferowano wodę, piwo, sery, a także salę taneczną). Młyn na Olešence zakupił kupiec Bartoň, który w 1910 przebudował go na okazałą restaurację, jaką zaprojektował w swoim indywidualnym, inspirowanym rozwiązaniami ludowymi, stylu Dušan Jurkovič (przebudowywał on w tym czasie pobliski zamek w Nowym Mieście nad Metują). Obecnie Bartoňova útulna oferuje gastronomię i noclegi.
W 1997 okolice osady objęto rezerwatem przyrody Peklo u Nového Města nad Metují.

## Rzeźby
W wodach potoku Olešenka stoi kamienna rzeźba wodnika z 1960 autorstwa rzeźbiarza Josefa Marka. Postać tę artysta wyrzeźbił w 24 godziny. Oprócz tego przed restauracją znajduje się drewniana rzeźba przedstawiająca czarta, której autorem był Ivan Dědek Šmíd.

## Szlaki turystyczne

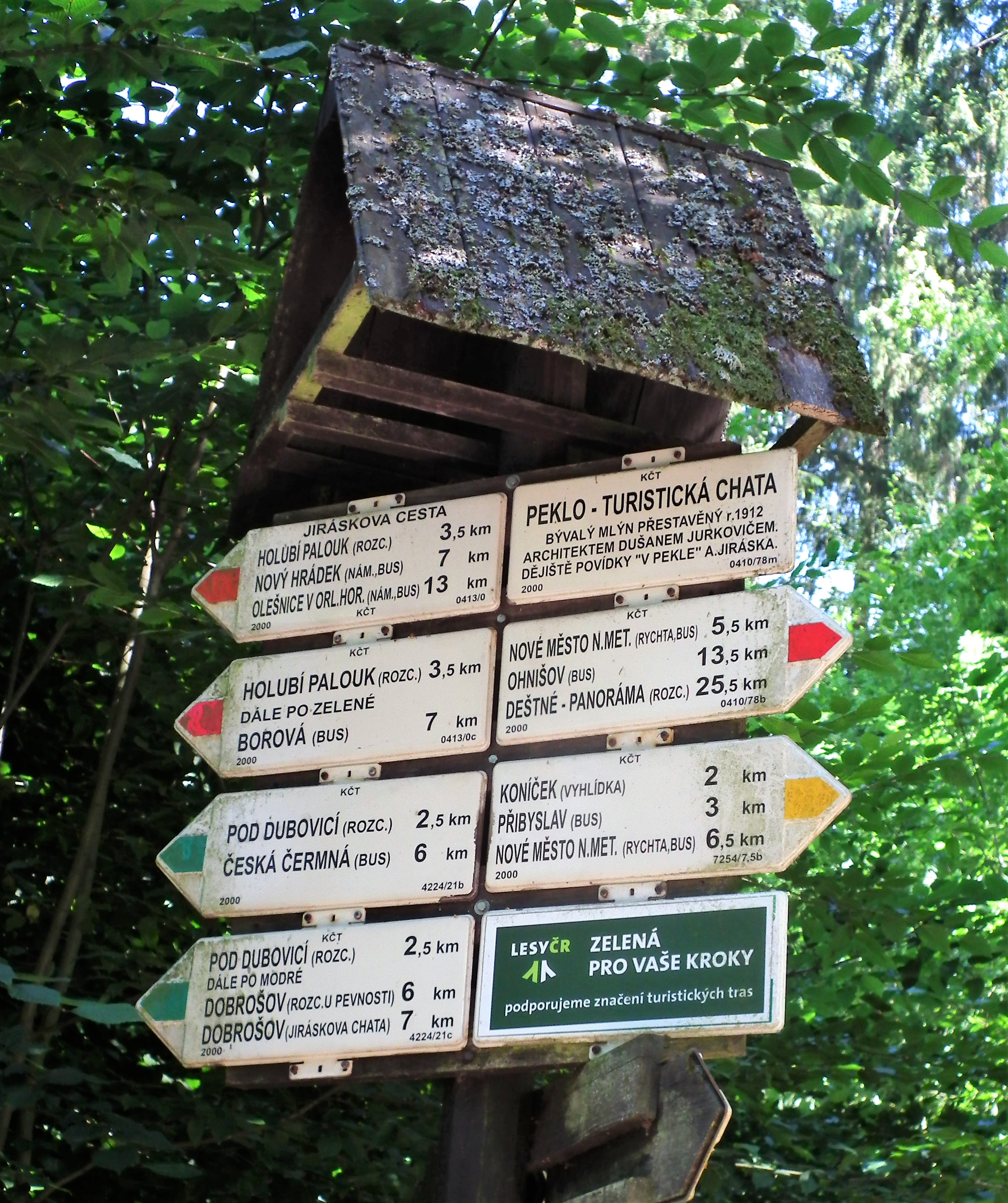
Węzeł szlaków

Peklo jest znaczącym węzłem pieszych szlaków turystycznych:
- czerwony Szlak Aloisa Jiraska,
- czerwony szlak do Nowego Miasta nad Metują i dalej,
- niebieski szlak z Nachodu do Sendraži,
- zielony szlak z Českiej Čermnej do Václavic,
- żółty szlak z Nachodu do Nowego Miasta nad Metują[4].

Peklo jest ponadto węzłem szlaków rowerowych nr: 4034, 4035, 4036 i 4037.